# Javier Gerardo Román Arias
Javier Gerardo Román Arias (ur. 19 października 1962 w Alajueli) – kostarykański duchowny katolicki, biskup diecezjalny Limón od 2015.

## Życiorys
Święcenia kapłańskie otrzymał 8 grudnia 1987 i został inkardynowany do archidiecezji San José de Costa Rica. Pracował przede wszystkim jako duszpasterz parafialny. W 2008 został sekretarzem pomocniczym kostarykańskiej Konferencji Episkopatu, a w 2014 także archidiecezjalnym ekonomem.
21 marca 2015 papież Franciszek mianował go biskupem diecezjalnym Limón. 30 maja 2015 z rąk arcybiskupa José Rafaela Quirósa Quirósa przyjął sakrę biskupią.
W latach 2017–2020 był generalnym sekretarzem Konferencji Episkopatu Kostaryki.